# جامع سيد سلطان علي
جامع سيد سلطان علي هو من مساجد بغداد الأثرية التاريخية ويقع في جانب الرصافة من بغداد في شارع الرشيد بمنطقة المربعة قرب جسر الأحرار، ولقد عمره وأعاد بنيانه من جديد الوالي علي باشا عام 998هـ/ 1590م، والمعروف باسم قره علي.

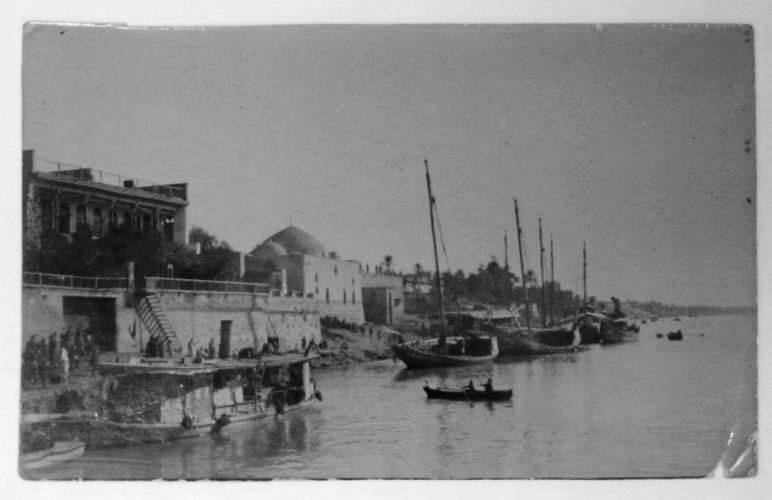
مبنى جامع سيد سلطان علي في بغداد 1916-1919

وهناك رواية تقول: أن سيد سلطان علي هو والد الإمام أحمد الرفاعي، ولقد قدم إلى بغداد أيام الخليفة العباسية الفضل المسترشد بالله، ثم نزل ضيفاً في هذا المكان الذي كان في وقتها منزل لأحد المقربين، فتوفي أثر مرض وقام صاحب المنزل بدفنه في هذا المكان تقديراً واحتراماً لهُ؛ لأنهُ كان صاحب مكانة رفيعة عند عامة المسلمين، أما لقبه بالسلطان، لأنه كان من كبار الصوفية العارفين بالله، فلقبهُ الناس بسلطان الأولياء، وبقي هذا اللقب مشهوراً على ألسنة الناس بالسلطان علي.
بينما ورد في كتاب (هامش الغرائب) والذي نقل منه المؤرخ محمد بهجة الأثري في كتابه أعلام العراق أن السيد علي هو السلطان علي بن إسماعيل بن الامام جعفر الصادق، وهو أخ محمد الفضل. وأضاف الأثري: وما أدعاه بعض الكذابين أن علياً هذا هو والد أحمد الرفاعي بهتان.
وكان الجامع يحتوي على مدرسة دينية درس فيها علماء أعلام، وتم ترميم الجامع والمدرسة عام 1290هـ/1873م حيث جرى في وقتها توسيع مبنى الجامع إذ تبلغ مساحة الجامع حالياً 1000م2، وعند مدخله مبنى لمنارة مئذنة مرتفعة بنيت من الطابوق على الطراز العثماني الإسلامي ومزينة بالكاشي الأزرق المزخرف من بعض اجزائها وذات حوض واحد، وتبلغ مساحة الحرم 600م2 ويتسع لأكثر من 1000 مصل، ويحتوي الحرم على محراب ومنبر قديم ولقد زينت جدران الحرم بالنقوش والآيات القرآنية من الداخل، كما يحتوي الجامع على تكية تسمى (تكية قرة علي)، وكانت المدرسة القديمة تدرس فيها العلوم الدينية ولقد درس فيها الشيخ أحمد شاكر الآلوسي والشيخ خليل الراوي، وتقام في الجامع حالياً صلاة الجمعة وصلاة العيدين والصلوات الخمس.
ولقد ورد في بعض المصادر أن اسمه الصحيح جامع (السلطان السيد علي جلبي) ويقع في محلة المربعة قرب محلات السنك ورأس القرية والعمار، وهي من مناطق بغداد القديمة ويحده من الأمام شارع الرشيد ومن الجهة الشمالية (اليمين وانت مواجه الجامع) محل أورزدي باك (الذي كان من أوقاف قره علي) ومبنى مدرسة قره علي المشهورة في المنطقة ومن الخلف حديقة صغيرة ودور يسكنها عوائل من بيت قره علي قبل استملاكها وضمها إلى محل اورزدي باك ومن الجهة اليسرى طريق عام ضيق يطلق عليه عكد سيد سلطان علي.
ومما ذكره علي الوردي في لمحاته، ان قسماً من جداره الخارجي واحدى مآذنه قد أزيلا حين اختط خليل باشا والي بغداد حينذاك الشارع الجديد (شارع الرشيد حالياً)، ووضعت على سياجهِ البديل اللوحة المعدنية للشارع بعنوان (خليل باشا جاده سي) أي طريق خليل باشا.
وقال القاضي علي علاء الدين الآلوسي في تعليق لهُ على كتاب (كلشن خلفا) عند ذكر الشيخ علي ما نصه: (والظاهر إن الشيخ علي هذا هو المنسوب إليه جامع السيد سلطان علي فإنه ولي بغداد وتوفي فيها وموضع الجامع من مرافق دار الخلافة العباسية). مما يبين أنهُ ليس الوالي قره علي المدفون في جامع عتيك علي باشا في مدينة إسطنبول.
ولقد ذكر المؤرخ إبراهيم عبد الغني الدروبي في كتابهِ البغداديون تاريخ الجامع والمدرسة ففي عام 1310 هـ جدد عمارته السلطان العثماني عبد الحميد الثاني وشيد فيهِ مدرستين لتدريس العلوم العقلية والنقلية، وبنى فيه حجر لطلاب العلم، وأما الكتابات التي على باب الجامع فهي بخط عثمان ياور الخطاط المشهور، وهو خطاط معروف من تلاميذ الخطاط التركي الشهير سامي بك ومن آثاره الخطية ما كتب على الكاشاني الأزرق في مشهد جامع الإمام الأعظم وكذلك مرقد الشيخ معروف الكرخي، وبمناسبة تعديل شارع الرشيد فقد هدمت المنارة القديمة وكذلك هدمت منارة جامع النعماني في محلة السنك وذلك سنة 1353هـ، وأما المدرسان للمدرستين: فالأولى وهي المطلة على نهر دجلة فقد عين لها الاستاذ أحمد شاكر الآلوسي والمدرسة الثانية التي كانت مطلة على شارع الرشيد فقد تصدر للتدريس فيها الشيخ محمود شكري الآلوسي، وتوجد في الجامع قبة كبيرة فوق قبر سيد سلطان علي، كما تحوي المدرسة مكتبة ضخمة تضم نوادر المخطوطات والكتب المطبوعة التي كان يشرف عليها الاستاذ السيد إسماعيل الراوي.
وبعد مدخل الجامع على جهة اليسار مرقد سيد سلطان علي وحولهُ شواهد لعشرة قبور ومنها قبر الشيخ محمد الرواس الذي نقل إليهٍ بعد إزالة مسجد الرواس، أما على الجهة اليمين فهناك باب إلى مدرسة قره علي وفيها شاهد قبر السيدة وضحة خاتون بنت درويش جلبي آل قره علي، ويقع في وسط المدخل إلى رواق الجامع. وقد اعيد فتح الجامع عام 2016 تحت اشراف الشيخ عبد الله الراوي والمعروف عن السادة آل الشيخ رجب الراوي.